# Coelophthinia
Coelophthinia är ett släkte av tvåvingar som beskrevs av Edwards 1941. Coelophthinia ingår i familjen svampmyggor.
Kladogram enligt Catalogue of Life och Dyntaxa:
| Coelophthinia | \| \| Coelophthinia curta \| \| \| \| \| \| Coelophthinia thoracica \| \| \| \| |
|               | \| \| Coelophthinia curta \| \| \| \| \| \| Coelophthinia thoracica \| \| \| \| |
|               | Coelophthinia curta                                                             |
|               |                                                                                 |
|               | Coelophthinia thoracica                                                         |
|               |                                                                                 |